# Vergence (ophtalmologie)
En ophtalmologie, et en optique physiologique, la  vergence est le mouvement des deux yeux lorsque leurs axes visuels ne sont pas parallèles,.
Si les axes se rapprochent, il y a convergence ; si les axes s'éloignent, il y a divergence.

## Mesure de la vergence
Le point d'intersection des deux lignes principales de visée est le point de fixation; appelons-le {\displaystyle A}. Soient {\displaystyle Q_{1}} et {\displaystyle Q_{2}} les centres de rotation des yeux. Appelons {\displaystyle M} le milieu de la ligne de base {\displaystyle Q_{1}Q_{2}}. Alors la vergence est définie comme l'inverse de la distance (ou plus précisément de la mesure algébrique) exprimée en mètres {\displaystyle {\overline {AM}}}. L'unité de mesure de cette grandeur est l' angle métrique (symbole : am), qui est de même nature que la dioptrie (m–1).
Si {\displaystyle {\overline {AM}}=} 40 cm, la vergence vaut 2,5 am.
Le point de fixation le plus éloigné (ou plus précisément celui qui correspond à la divergence maximale car en cas de divergence le point de fixation est virtuel) est le punctum remotum de convergence, qui coïncide habituellement avec le punctum remotum d'accommodation. Le point de fixation le plus proche est le punctum proximum de convergence, qui coïncide habituellement avec le punctum proximum d'accommodation.

## Mécanisme
La convergence des lignes de visée des yeux est réalisée grâce à la coordination des muscles oculomoteurs.

## Synergies
Lever les yeux tend à favoriser la divergence des lignes de visée, alors que baisser les yeux favorise la convergence. Il y a également un lien, une synergie, entre vergence et accommodation, donc aussi avec les processus associés : dilatation/contraction des pupilles (mydriase/myosis), ouverture/fermeture des paupières.

## Anomalies de vergence

### Strabisme
Le strabisme, ou hétérotropie est une anomalie de la vision caractérisée par un défaut de convergence des axes visuels.

### Hétérophorie
Tendance à la déviation des axes visuels lorsque le regard est au repos, qui disparaît s'il y a un point de fixation.